# Charles Inslee
Charles Inslee est un acteur américain né à New York en 1870 et mort en 1922. Il est apparu dans 127 films entre les années 1908 et 1921.

## Filmographie partielle
- 1908 : La Mégère apprivoisée (The Taming of the Shrew)  de D. W. Griffith
- 1909 : A Burglar's Mistake de D. W. Griffith
- 1912 : The Tribal Law de Wallace Reid et Otis Turner
- 1913 : A Frontier Providence de Otis Turner
- 1914 : Pour gagner sa vie (Making a Living) de Henry Lehrman : l'éditeur de journaux
- 1915 : Mam'zelle Charlot (A Woman) de Charles Chaplin
- 1918 : Painless Love de Charley Chase